# Anders Jacobsen (fotbollsperson)
Anders Jacobsen, född 18 april 1968, är en norsk fotbollstränare och tidigare fotbollsspelare. Efter spelarkarriären tränade han Skeid Fotball och Strømsgodset IF.

### Fotnoter
1. ↑  Roar Wold (3 juni 2017). ”Skeid utklasset Raufoss” (på norska). Aftonbladet. https://www.aftenposten.no/100Sport/fotball/Skeid-utklasset-Raufoss-67692b.html. Läst 17 september 2017.